# CCNUMA
CC-NUMA (ang. Cache Coherent Non-Uniform Memory Access) – architektura komputerowa, charakteryzująca się niejednorodnym dostępem do pamięci oraz spójną pamięcią podręczną. 
Maszyny oparte na CC-NUMA udostępniają użytkownikowi spójną logicznie przestrzeń adresową pomimo fizycznego podziału pamięci.
Niejednorodność w dostępie do pamięci oznacza, że procesor uzyskuje szybciej dostęp do pamięci swojej niż do innych. W wieloprocesorach typu NUMA istnieje pojedyncza wirtualna przestrzeń adresowa widoczna przez wszystkie procesory. Wartość zapisana przez dowolny procesor jest natychmiastowo widoczna dla wszystkich pozostałych, dlatego też następna operacja odczytu z tej komórki pamięci przez dowolny procesor poda właśnie tę wartość.
W CC-NUMA pamięci podręczne muszą być spójne. Spójność ta jest zrealizowana za pomocą dodatkowego sprzętu oraz protokołu. Wykorzystywany do tego jest katalog, czyli dodatkowa pamięć, która służy do zapamiętywania faktu pobrania danych z pamięci i przesłania ich do węzła lub, w bardziej skomplikowanych przypadkach, miejsca pobytu wszystkich kopii danych.